# RT-2PM Topol
RT-2PM Topol (NATO-beteckning: SS-25 Sickle) är en mobil rysk interkontinental ballistisk robot.
Utvecklingen av robotsystemet påbörjades 1977, i det dåvarande Sovjetunionen. 1983 utfördes den första testuppskjutningen och 1985 kom systemet i tjänst.
Roboten är monterad på en tung lastbil (MAZ-7310 eller MAZ-7917) och är på så sätt mycket svår att lokalisera med hjälp av till exempel satelliter, då dess position ständigt ändras. Roboten innehåller en kärnstridsspets med 550 kiloton sprängkraft.
När Sovjetunionen upplöstes 1991 övertogs vapnen av Ryssland.
1996 avslutades produktionen och då fanns det 360 robotar i tjänst. Systemet är dock inte byggt för att hållas i drift under flera årtionden som till exempel R-36M och UR-100N och de flesta av robotarna kommer att gå ur tjänst under de närmsta åren. Enligt senaste planerna är de sista robotarna planerade att tas ur tjänst runt 2019.
Det är meningen att det nya ryska robotsystemet RS-24 Jars ska ta över RT-2PM:s uppdrag. RT-2PM beräknas vara ur tjänst år 2024.